# Comuna de Toszek
Toszek (polaco: Gmina Toszek) é uma gminy (comuna) na Polónia, na voivodia de Santa Cruz e no condado de Gliwicki. A sede do condado é a cidade de Toszek.
De acordo com os censos de 2006, a comuna tem 10 366 habitantes, com uma densidade 107,00 hab/km².

## Área
Estende-se por uma área de 98,53 km², incluindo:
- área agricola: 74%
- área florestal: 18%

## Demografia
Dados de 30 de Junho 2004:
|                      | Total   | Total | Mulheres | Mulheres | Homens  | Homens |
| -------------------- | ------- | ----- | -------- | -------- | ------- | ------ |
|                      | pessoas | %     | pessoas  | %        | pessoas | %      |
| População            | 10 547  | 100   | 5435     | 51,5     | 5112    | 48,5   |
| Densidade (pop./km²) | 107     | 100   | 55,2     | 55,2     | 51,9    | 51,9   |

De acordo com dados de 2002, o rendimento médio per capita ascendia a 1222,7 zł.